# Klostermansfeld
Klostermansfeld là một đô thị thuộc huyện Mansfeld-Südharz, Sachsen-Anhalt, Đức. Đô thị Klostermansfeld có diện tích 8,8 km², dân số thời điểm ngày 31 tháng 12 năm 2006 là 2740 người.